# 李克强 (1963年)
李克强（1963年1月31日—），男，四川资阳人，清华大学车辆与运载学院教授。曾任重庆大学教授，现兼任四维图新、宇通客车、大唐高鸿、中国汽车工程研究院等企业的独立董事。2021年当选为中国工程院机械与运载工程学部院士。